# لوئیس پراتس
لوئیس پراتس مارتینز (انگلیسی: Lluís Prats Martine; ۱ ژانویهٔ ۱۹۶۶ –) نویسنده به زبان کاتالانی و فارغ‌التحصیل در رشته هنر و باستان‌شناسی از دانشگاه بارسلون اهل اسپانیا بود. او چند سالی خود را وقف تحقیق و تدریس کرد. او به عنوان معلم مدرسه ابتدایی و متوسطه، به عنوان ویراستار کتاب هنری و تهیه‌کننده فیلم در لس آنجلس (کالیفرنیا) کار کرده‌است. او مقاله‌های (سینما برای آموزش، اد. بلاکوا)، کتاب‌های هنری، رمان‌های تاریخی و بیش از دوازده رمان کودکان و نوجوانان که به چندین زبان ترجمه شده‌اند نوشته‌است. از جمله در سال ۲۰۲۲ کتاب هاچیکو، سگی که منتظرش بودم را منتشر کرده‌است.